# OP-650
OP-650 – energetyczny kocioł parowy o wydajności produkcji pary pierwotnej 650 t/h. 

## Dane techniczne
| Parametr                              | Wartość                    | Źródła |
| ------------------------------------- | -------------------------- | ------ |
| Typ kotła                             | parowy, pyłowy, walczakowy | [ 1 ]  |
| Cyrkulacja                            | naturalna                  | [ 1 ]  |
| Rodzaj paleniska                      | tangencjalne               | [ 1 ]  |
| Maksymalna wydajność                  | 182 kg/s                   | [ 1 ]  |
| Temperatura pary świeżej (wylot)      | 540 °C                     | [ 1 ]  |
| Ciśnienie pary świeżej (wylot)        | 13,65 MPa                  | [ 1 ]  |
| Temperatura pary wtórnej (wlot/wylot) | 320/540 °C                 | [ 1 ]  |
| Ciśnienie pary wtórnej (wylot)        | 2,3 MPa                    | [ 1 ]  |
| Temperatura wody zasilającej          | 242 °C                     | [ 1 ]  |
| Sprawność kotła                       | 91,5%                      | [ 1 ]  |
| Rodzaj paliwa                         | węgiel kamienny            | [ 1 ]  |
| Wartość opałowa paliwa                | 23,1 MJ/kg                 | [ 1 ]  |

## Konstrukcja i parametry na przykładzie kotła OP-650-040 (Elektrownia Kozienice)
Kocioł o sylwetce dwuciągowej "pi", wiszący na ruszcie nośnym, ze ścianami membranowymi i czworokątną komorą paleniskową. Wyposażony w 3-stopniowy przegrzewacz pary pierwotnej i 3-stopniowy przegrzewacz pary wtórnej. 
Układ przygotowania pyłu węglowego składa się z 4 młynów kulowo-misowych (w tym jeden rezerwowy). Palniki wirowe umieszczone są na przedniej ścianie kotła w czterech rzędach.
Walczak konstrukcji spawanej, o średnicy wewnętrznej 1800 mm, grubości ścianki 100mm, długości 16,4 m. Woda zasilająca do walczaka podawana jest z podgrzewacza wody zasilającej, a wyprowadzona za pomocą sześciu rur opadowych do kolektora dolnego, skąd trafia do ścian ekranowych. Pierwszy stopień przegrzewacza P1 jest bardzo rozbudowany i składa się z rozbudowanej powierzchni głównej i wielu powierzchni dodatkowych zainstalowanych w przewale kotła jako rury stropowe i wieszakowe. Przegrzewacz P2 jest przegrzewaczem opromieniowanym, po jego opuszczeniu para trafia do ostatniego stopnia przegrzewacza pary pierwotnej P3, a następnie do części wysokoprężnej turbiny. Para wtórna z turbiny trafia do przegrzewacza naściennego M1, następnie do przegrzewacza opromieniowanego M2, w końcu do przegrzewacza konwekcyjnego M3 i dalej do części średnioprężnej turbiny. Między stopniami przegrzewaczy P i M umieszczone są wtryskowe schładzacze pary.

## Wykorzystanie
| Kraj           | Obiekt                      | Liczba | Źródła |
| -------------- | --------------------------- | ------ | ------ |
| Polska         | Elektrownia Dolna Odra      | 8      | [ 1 ]  |
| Polska         | Elektrownia Jaworzno III    | 6      | [ 1 ]  |
| Polska         | Elektrownia Kozienice       | 8      | [ 1 ]  |
| Polska         | Elektrownia Łaziska         | 4      | [ 1 ]  |
| Polska         | Zespół Elektrowni Ostrołęka | 3      | [ 1 ]  |
| Polska         | Elektrownia Rybnik          | 8      | [ 1 ]  |
| Łączna liczba: | Łączna liczba:              | 37     |        |